# サトノレーヴ
サトノレーヴ（欧字名:Satono Reve 香:里見夢境、2019年3月22日 - ）は、日本の競走馬。主な勝ち鞍は2025年の高松宮記念、2024年の函館スプリントステークス、キーンランドカップ。
馬名の意味は、冠名＋「夢（仏）」。

## 経歴

### デビュー前
2019年3月22日、北海道日高町の白井牧場で誕生。同年のセレクトセール当歳市場にて5400万円（税別）で(株)サトミホースカンパニーにより落札された。
その後、美浦・堀宣行厩舎に入厩した。

### 3歳（2022年）
デビューは遅く、3歳となった2022年4月10日中山芝1600mの3歳未勝利に石橋脩鞍上でデビュー。道中2番手追走から直線で先頭に立つと最後は中団から追い上げてきたイワクニの追撃を半馬身差で退けデビュー戦を勝利で飾る。7月2日の長万部特別では中団待機から直線で外から脚を伸ばしたが先に抜け出したラキエータに頭差届かず2着に敗れる。中1週で7月17日函館芝1200mの3歳上1勝クラスでは3番手で脚を溜めると最後の直線で逃げ粘るヒノクニをゴール前で差し切って2勝目を挙げると、10月1日の勝浦特別では2番手追走から直線で抜け出すと後続に2馬身差をつけ3勝目をマークする。

### 4歳（2023年）～ 5歳（2024年）
4歳初戦となった2023年4月29日の朱雀ステークスでは好位追走からしぶとく脚を伸ばして先頭に立つと最後は逃げたイルクオーレに半馬身差をつけ4勝目を挙げてオープン入りしたが、その後故障により長期の休養に入った。2024年2月25日のGIII阪急杯で復帰し、道中2・3番手でレースを進めたが直線で伸び切れず4着に敗れる。4月14日の春雷ステークス（L）では中団追走から直線で鋭く脚を伸ばすと最後は好位から脚を伸ばしたサーマルウインドとの競り合いを頭差制してオープン初勝利を飾る。6月9日のGIII函館スプリントステークスでは4・5番手追走から直線でインから抜け出すと最後はウイングレイテストに1馬身1/4差をつけて快勝し重賞初制覇を果たした。8月25日のキーンランドカップでは好位で運び、直線で勢いよく加速して2着エイシンスポッターに1馬身半差をつけ優勝、重賞2連勝とした。GI初挑戦となった9月30日のスプリンターズステークスでは1番人気に支持されたが、出遅れが響き7着に終わる。年内最終戦となった12月8日の香港スプリントでは、道中は中団のインで構えて直線で伸びを見せたが、圧倒的人気のカーインライジングを捉え切れず、最後には外から鋭く伸びたヘリオスエクスプレスに交わされ3着に敗れた。

### 6歳（2025年）
3月30日の高松宮記念より始動。道中中団追走から直線で馬群を突き抜け、最後は追いすがるナムラクレアを3/4馬身差振り切ってゴール。GI初優勝、並びに父ロードカナロアとの父子制覇を果たした。ただし、鞍上のジョアン・モレイラ騎手は最後の直線コースで外側に斜行したことについて、戒告処分が科せられた（被害馬：ナムラクレア）。
続いて4月27日の香港・沙田競馬場で行われたチェアマンズスプリントプライズに出走。4コーナーでカーインライジングの直後につけて追い上げを図るも、直線で突き放されて2馬身1/4差の2着となった。
その後、6月21日にイギリス・アスコット競馬場で行われるクイーンエリザベス2世ジュビリーステークスへ転戦することとなり、5月3日に香港からドバイ経由でイギリス・ヒースロー空港に到着、滞在先となるニューマーケットのジェームズ・ホートン厩舎へ移動した。引き続きジョアン・モレイラとのタッグで挑むことになった当日のレースでは、大外16番ゲートからのスタートとなったが、勝ち馬ラザットから半馬身差の2着と健闘した。ロイヤルアスコット開催で日本馬が連対したのはアグネスワールド以来25年ぶり2回目となる(但しアグネスワールドが連対したキングスタンドステークスは当時の格付けはG2であり、G1に昇格したのは2008年からである。そのためロイヤルアスコット開催のG1レースの括りに限定すればサトノレーヴが史上初となる)。

## 競走成績
| 競走日     | 競馬場 | 競走名          | 格   | 距離（馬場）  | 頭 数 | 枠 番 | 馬 番 | オッズ （人気） | 着順 | タイム （上がり3F） | 着差  | 騎手        | 斤量 [kg] | 1着馬（2着馬）         | 馬体重 [kg] |
| ---------- | ------ | --------------- | ---- | ------------- | ----- | ----- | ----- | --------------- | ---- | ------------------- | ----- | ----------- | --------- | ---------------------- | ----------- |
| 2022.04.10 | 中山   | 3歳未勝利       |      | 芝1600m（良） | 16    | 4     | 8     | 002.00（1人）   | 01着 | R1:34.6（35.3）     | -0.1  | 0石橋脩     | 56        | （イワクニ）           | 534         |
| 0000.07.02 | 函館   | 長万部特別      | 1勝  | 芝1200m（稍） | 14    | 4     | 5     | 003.40（2人）   | 02着 | R1:09.7（35.0）     | -0.0  | 0浜中俊     | 54        | ラキエータ             | 534         |
| 0000.07.17 | 函館   | 3歳上1勝クラス  |      | 芝1200m（重） | 16    | 4     | 8     | 002.10（1人）   | 01着 | R1:12.3（37.0）     | -0.2  | 0浜中俊     | 54        | （ヒノクニ）           | 538         |
| 0000.10.01 | 中山   | 勝浦特別        | 2勝  | 芝1200m（良） | 14    | 5     | 8     | 002.70（1人）   | 01着 | R1:07.7（34.0）     | -0.3  | 0浜中俊     | 55        | （モリノドリーム）     | 538         |
| 2023.04.29 | 京都   | 朱雀S           | 3勝  | 芝1200m（良） | 18    | 6     | 12    | 002.20（1人）   | 01着 | R1:07.7（33.4）     | -0.3  | 0浜中俊     | 58        | （イルクオーレ）       | 538         |
| 2024.02.25 | 阪神   | 阪急杯          | GIII | 芝1400m（重） | 18    | 5     | 9     | 008.20（4人）   | 04着 | R1:21.6（36.1）     | -0.4  | 0小崎綾也   | 57        | ウインマーベル         | 544         |
| 0000.04.14 | 中山   | 春雷S           | L    | 芝1200m（良） | 16    | 7     | 13    | 001.90（1人）   | 01着 | R1:07.1（33.2）     | -0.0  | 0J.モレイラ | 57        | （サーマルウインド）   | 534         |
| 0000.06.09 | 函館   | 函館スプリントS | GIII | 芝1200m（良） | 16    | 2     | 4     | 003.60（2人）   | 01着 | R1:08.4（34.6）     | -0.2  | 0浜中俊     | 57        | （ウイングレイテスト） | 532         |
| 0000.08.25 | 札幌   | キーンランドC   | GIII | 芝1200m（良） | 16    | 5     | 10    | 004.30（2人）   | 01着 | R1:07.9（34.0）     | -0.3  | 0D.レーン   | 57        | （エイシンスポッター） | 548         |
| 0000.09.29 | 中山   | スプリンターズS | GI   | 芝1200m（良） | 16    | 6     | 12    | 003.00（1人）   | 07着 | R1:07.4（33.8）     | -0.4  | 0D.レーン   | 58        | ルガル                 | 552         |
| 0000.12.08 | 沙田   | 香港スプリント  | G1   | 芝1200m（良） | 14    | 4     | 9     | 012.50（3人）   | 03着 | R1:08.27            | -0.12 | 0J.モレイラ | 57        | Ka Ying Rising         | 537         |
| 2025.03.30 | 中京   | 高松宮記念      | GI   | 芝1200m（良） | 18    | 5     | 10    | 003.80（2人）   | 01着 | R1:07.9（33.4）     | -0.1  | 0J.モレイラ | 58        | （ナムラクレア）       | 530         |
| 0000.04.27 | 沙田   | チェアマンズSP  | G1   | 芝1200m（良） | 13    | 4     | 2     | 012.00（3人）   | 02着 | R1:08.23            | -0.35 | 0J.モレイラ | 57        | Ka Ying Rising         | 531         |

- 競走成績は2025年4月27日現在

## 血統表
| サトノレーヴの血統          | サトノレーヴの血統                      | サトノレーヴの血統                      | （血統表の出典）                        | （血統表の出典）  |
| 父系                        | キングマンボ系/ミスタープロスペクター系 | キングマンボ系/ミスタープロスペクター系 | キングマンボ系/ミスタープロスペクター系 |                   |
| 父 ロードカナロア 2008 鹿毛 | 父の父キングカメハメハ 2001 鹿毛        | Kingmambo                               | Mr. Prospector                          | Mr. Prospector    |
| 父 ロードカナロア 2008 鹿毛 | 父の父キングカメハメハ 2001 鹿毛        | Kingmambo                               | Miesque                                 |                   |
| 父 ロードカナロア 2008 鹿毛 | 父の父キングカメハメハ 2001 鹿毛        | *マンファス                             | *ラストタイクーン                       | *ラストタイクーン |
| 父 ロードカナロア 2008 鹿毛 | 父の父キングカメハメハ 2001 鹿毛        | *マンファス                             | Pilot Bird                              |                   |
| 父 ロードカナロア 2008 鹿毛 | 父の母レディブラッサム 1996 鹿毛        | Storm Cat                               | Storm Bird                              | Storm Bird        |
| 父 ロードカナロア 2008 鹿毛 | 父の母レディブラッサム 1996 鹿毛        | Storm Cat                               | Terlingua                               |                   |
| 父 ロードカナロア 2008 鹿毛 | 父の母レディブラッサム 1996 鹿毛        | *サラトガデュー                         | Cormorant                               | Cormorant         |
| 父 ロードカナロア 2008 鹿毛 | 父の母レディブラッサム 1996 鹿毛        | *サラトガデュー                         | Super Luna                              |                   |
| 母 チリエージェ 2001 栗毛   | 母の父サクラバクシンオー 1989 鹿毛      | サクラユタカオー                        | *テスコボーイ                           | *テスコボーイ     |
| 母 チリエージェ 2001 栗毛   | 母の父サクラバクシンオー 1989 鹿毛      | サクラユタカオー                        | アンジェリカ                            |                   |
| 母 チリエージェ 2001 栗毛   | 母の父サクラバクシンオー 1989 鹿毛      | サクラハゴロモ                          | *ノーザンテースト                       | *ノーザンテースト |
| 母 チリエージェ 2001 栗毛   | 母の父サクラバクシンオー 1989 鹿毛      | サクラハゴロモ                          | *クリアアンバー                         |                   |
| 母 チリエージェ 2001 栗毛   | 母の母メガミゲラン 1992 鹿毛            | *シェイディハイツ                       | *Shirley Heights                        | *Shirley Heights  |
| 母 チリエージェ 2001 栗毛   | 母の母メガミゲラン 1992 鹿毛            | *シェイディハイツ                       | Vaguely                                 |                   |
| 母 チリエージェ 2001 栗毛   | 母の母メガミゲラン 1992 鹿毛            | モガミゲラン                            | *モガミ                                 | *モガミ           |
| 母 チリエージェ 2001 栗毛   | 母の母メガミゲラン 1992 鹿毛            | モガミゲラン                            | ミスゲラン                              |                   |
| 母系(F-No.)                 | ミスブゼン(NZ)系(FN:18)                 | ミスブゼン(NZ)系(FN:18)                 | ミスブゼン(NZ)系(FN:18)                 |                   |
| 5代内の近親交配             | Northern Dancer 5×5                     | Northern Dancer 5×5                     | Northern Dancer 5×5                     |                   |

- 半兄ハクサンムーン（父アドマイヤムーン）は2012年京阪杯、2013年アイビスサマーダッシュ、セントウルステークス優勝馬。
- 半兄Warring States（父ヴィクトワールピサ）は2017年バヴァーリアンクラシック（英語版）（独G3）優勝馬。
- 祖母のメガミゲランはオープン馬で北九州短距離ステークスやアンドロメダステークスでオープンでの勝ち鞍があり、北九州記念で3着もあった。祖母の半姉のヤマフリアル（父：リアルシャダイ）はエリザベス女王杯2着馬。
- そのほかの主な近親に、香港でGI2勝を挙げたウインブライトがいる。詳細はミスブゼン#主なファミリーラインを参照。